# 大米爾河
48°25′23″N 13°58′47″E / 48.42306°N 13.97972°E

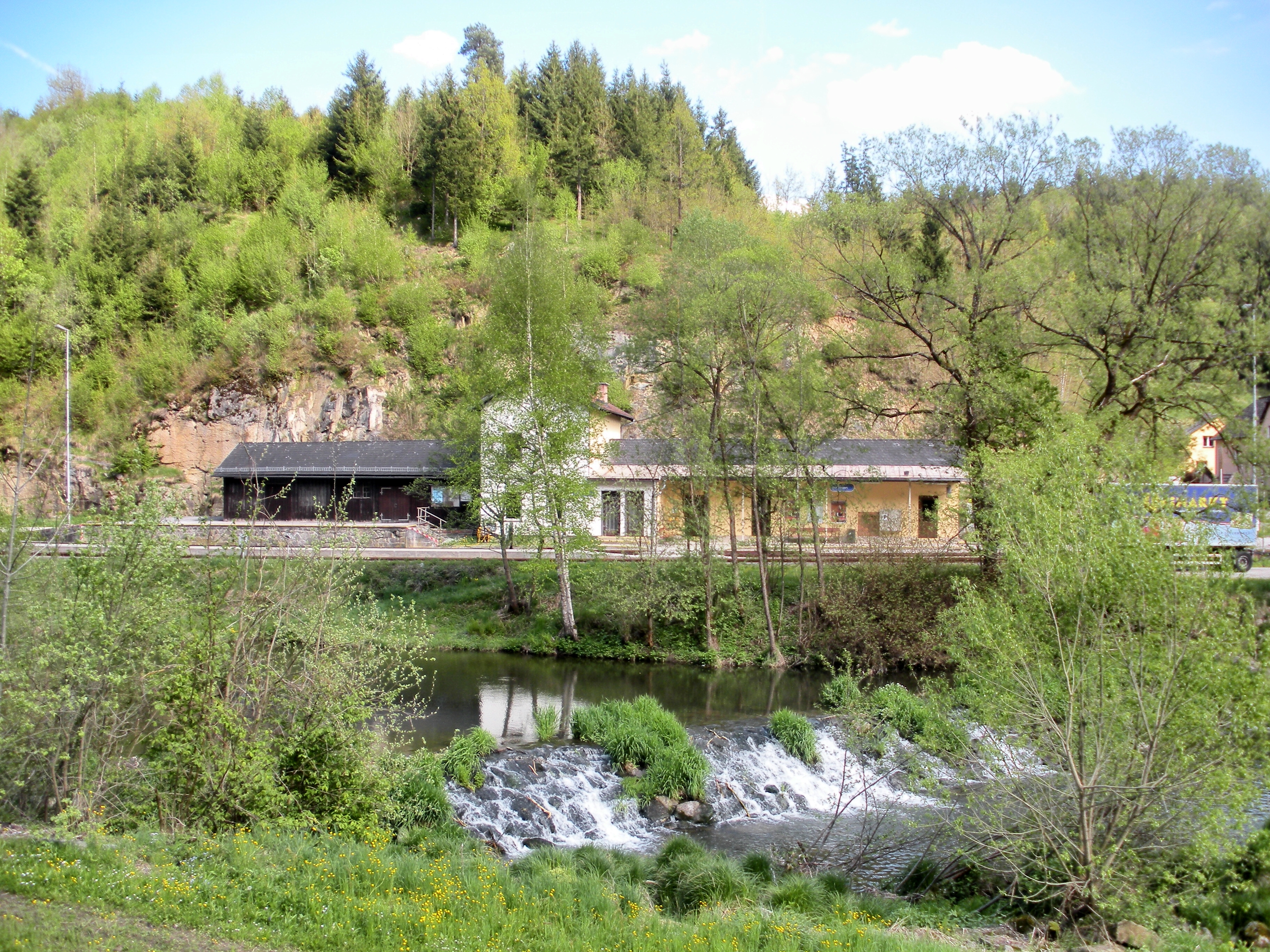

大米爾河是德國的河流，位於該國東南部，由巴伐利亞負責管轄，屬於多瑙河的左支流，河道全長71公里，流域面積560平方公里，發源自新賴謝瑙東北面。